# Thujopseno
Thujopseno es un compuesto químico natural, clasificado como un sesquiterpeno, con la fórmula molecular C15H24.
Thujopseno se encuentra en el aceite esencial de una variedad de coníferas, en particular, Juniperus cedrus y Thujopsis dolabrata en el que comprende alrededor de 2,2% del peso del duramen.

## Biosíntesis
Thujopseno se biosintetiza de pirofosfato de farnesilo (FPP):